# Пулько (Вомбжезький повіт)
Пулько (пол. Pólko) — село в Польщі, у гміні Плужниця Вомбжезького повіту Куявсько-Поморського воєводства.
Населення — 107 осіб (2011).
У 1975-1998 роках село належало до Торунського воєводства.

## Демографія
Демографічна структура станом на 31 березня 2011 року:
|          | Загалом | Допрацездатний вік | Працездатний вік | Постпрацездатний вік |
| -------- | ------- | ------------------ | ---------------- | -------------------- |
| Чоловіки | 52      | 11                 | 38               | 3                    |
| Жінки    | 55      | 13                 | 28               | 14                   |
| Разом    | 107     | 24                 | 66               | 17                   |